# Benger Miklós
Benger Miklós (18. század) pálos rendi szerzetes.
Horvátországi származású hittudor, a pálos rend definitor generálisa, aki kétszer volt horvátországi tartományi rendfőnök.

## Munkái
- Regina martyrum Maria Crisiensis urbis refugium. Typis Thallensium ad Posonium, 1730
- Annalium eremi-coenobiticorum ord. FF. eremitarum s. Pauli primi eremitae. Vo.. II. 1663–1727. Posonii, 1743 (I. kötetét Eggerer irta; a III. kötetet megkezdette és 1739-ig folytatva, kéziratban maradt, másolata megvan az Országos Széchényi Könyvtárban)
- Promptuarium privilegiorum confessarios regulares attinentium. Tyrnaviae, 1750

Kéziratban: Chronotaxim monasteriorum ordinis s. Pauli primi eremitae. Flores Paulinae solitudinis. Vindiciae Terebesienses, Monologium Illyricarum, seu gyllabus sanctorum et venerabilium Dei servorum. Elucidatio synoptica Bullae Coenae ad usum confessariorum; a két utóbbi a budapesti egyetemi könyvtár kéziratai közt van meg és Dissertationes variae theologicae res quoque Hung. eccles. continentes az Országos Széchényi Könyvtárban.